# Tonya Harding
Tonya Maxene Price (họ gốc Harding; sinh ngày 12 tháng 11 năm 1970) là một cựu vận động viên trượt băng nghệ thuật người Mỹ.
Sinh ra tại Portland, Oregon, Harding được nuôi nấng chủ yếu do mẹ cô, người đã ghi danh cho cô vào những lớp học trượt băng bắt đầu từ khi bốn tuổi. Harding dành phần lớn thời gian thơ ấu của mình cho tập luyện, cuối cùng cô đã bỏ học trung học để dành thời gian cho môn thể thao này. Sau khi leo dần dần trong Giải vô địch trượt băng Hoa Kỳ từ năm 1986 đến năm 1989, Harding đã giành chức vô địch cuộc thi Skate America 1989. Cô là nhà vô địch Mỹ năm 1991 và 1994 trước khi bị tước đoạt chức vô địch năm 1994, và huy chương bạc Thế giới năm 1991. Năm 1991, cô giành được sự phân biệt là người phụ nữ Mỹ đầu tiên thực hiện thành công một cú lộn 3 vòng khi thi đấu, và là người phụ nữ thứ hai làm như vậy trong lịch sử (sau Midori Ito). Cô cũng là nhà vô địch Olympic hai lần và nhà vô địch trượt băng Mỹ hai lần.
Vào tháng 1 năm 1994, Harding đã bị cuốn vào một scandal khi chồng cũ của cô, Jeff Gillooly, đã dàn dựng một cuộc tấn công vào Nancy Kerrigan, người đồng đội của cô trong đội tuyển Olympic Hoa Kỳ. Sau khi Thế vận hội Mùa đông 1994 kết thúc, Harding cuối cùng đã nhận tội có liên quan đến việc cản trở việc truy tố và bị Hiệp hội trượt băng Hoa Kỳ cấm thi đấu suốt đời. Việc điều tra tội phạm và lệnh cấm thi đấu vĩnh viễn đối với Harding là chủ đề của sự theo dõi chặt chẽ của giới truyền thông và nó đã được coi là một trong những vụ bê bối lớn nhất trong lịch sử thể thao Hoa Kỳ.
Vào cuối những năm 1990, Harding trở thành một vận động viên quyền Anh chuyên nghiệp, và cuộc đời của cô là chủ đề của nhiều bộ phim, sách, và các nghiên cứu học thuật. Năm 2017, một phim chuyển thể về tiểu sử của cô I, Tonya, đã được thực hiện và đoạt giải Oscar.

## Sách tham khảo
- Baughman, Cynthia (ed.) (2013) [1995]. Women on Ice: Feminist Essays on the Tonya Harding/Nancy Kerrigan Spectacle. Routledge. ISBN 0-415-91150-8. {{Chú thích sách}}: |first= có tên chung (trợ giúp)
- Brownstone, David M.; Franck, Irene (1995). People in the News, 1995. Macmillan Reference USA. ISBN 0-02-897058-6.
- Guerrero, Eddie (2005). Cheating Death, Stealing Life: The Eddie Guerrero Story. Simon & Schuster. ISBN 0-7434-9353-2.
- Hamilton, Scott; Benet, Lorenzo (1999). Landing It: My Life on and off the Ice. Kensington Books. ISBN 1-57566-466-6.
- Nelson, Murry R. (2013). American Sports: A History of Icons, Idols, and Ideas. ABC-CLIO. ISBN 978-0-313-39753-0.
- Saari, Peggy (1998). Great Misadventures: Bad Ideas That Led to Big Disasters. Thomson Gale. ISBN 0-7876-2799-2.
- Smith, Lissa (ed.) (1999). Nike is a Goddess: The History of Women in Sports. Atlantic Monthly Press. ISBN 978-0-87113-761-6. {{Chú thích sách}}: |first= có tên chung (trợ giúp)
- Williams, Patricia J. (2010). "The Ethnic Scarring of American Whiteness". Trong Lubiano, Wahneema (biên tập). The House That Race Built: Original Essays by Toni Morrison, Angela Y. Davis, Cornel West, and Others on Black Americans and Politics in America Today. Alfred A. Knopf. tr. 253–63. ISBN 978-0-307-55679-0.